# Aaron Peirsol
Aaron Peirsol (Irvine, Kalifornia, 1983. július 23. –) olimpiai és világbajnok amerikai úszó.

## Élete
Peirsol 1983-ban született a kaliforniai Newport Beachben; Scott és Wella Peirsol fia. Apja kapitány, anyja nyugdíjas fogászati asszisztens. Húga, Hayley, szintén úszó. Ők az egyetlen testvérpár, akik ugyanazon a FINA világbajnokságon szereztek érmet (2003-ban). A középiskolát 2002-ben végezte el, majd a Texasi Egyetemen politikatudományt tanult, és 2006-ban diplomázott. 2003-ban elnyerte az NCAA (az Egyetemi Sportolók Országos Szövetsége) által adományozott Az év sportolója díjat. Miután két évig az egyetem színeiben versenyzett, szerződést kötött a Nike-val, és így profi sportoló lett. Peirsol számos jótékonysági szervezetben is tevékenykedik. A Global Water Foundation és a Surfrider Alapítvány nagykövete.